# III. Mikhaél bizánci császár
III. Mikhaél (görögül: Μιχαήλ Γ΄), (Konstantinápoly, 840. január 9. – Konstantinápoly, 867. szeptember 25.), uralkodott 842. január 20. – 867. szeptember 24., bizánci császár, Theophilosz és Theodóra gyermeke, az Amorioni-dinasztia tagja volt. Uralkodása alatt végleg leszámoltak a képrombolással, csapásokat indítottak az arabok ellen, illetve erre az időre tehető az ún. phótioszi egyházszakadás.

## A régens árnyékában
A 840. január 19-én született Mikhaél helyett az édesanyja, a paphlagoniai Theodóra vezette régenstanács kormányzott. Ennek tagjai többnyire az anyacsászárné rokonai voltak: fivérei, Bardasz és Petrónasz, nagybátyja, Szergiosz Nikétiatész, illetve a pénzeken is ábrázolt lánya, az egyébként közügyekben részt nem vállaló Thekla. A legnagyobb befolyása Theodóra szeretőjének, Theoktisztosz logothetésznek volt, aki hamarosan az egyetlen tanácsadóvá vedlett át Bardasz ellenkezése ellenére. Theoktisztosz tehetséges és művelt politikus volt, intézkedéseivel jelentős aranytartalékot halmozott fel, illetve támogatta a tudományok oktatását.

### Vallásügyek
Mihelyt a fanatikus ikonoklaszta Theophilosz meghalt, özvegye és hívei megkezdték a képtisztelet restaurációját. Leváltották a konstantinápolyi pátriárkát, VII. Jóannész Grammatikoszt, és utódjával, I. Methodiosszal karöltve egy zsinat kimondta a képtisztelet rehabilitációját 843 márciusában. A képrombolás felett aratott győzelem emlékére a nagyböjt első vasárnapja az ortodox egyházban az ortodoxia ünnepe: ekkor emlékeznek minden eretnekség feletti diadalra. Az eset további jelentősége, hogy bizonyos fokú autonómiája megmaradt az egyháznak.
Mivel Theodóra és kegyence igyekezett mértékletesen bánni a hajdani ikonoklasztákkal, kivívták a szélsőséges szerzetesi csoport, a zélóták haragját. Az ekkor Methodiosz ellen harcoló barátokat végül kiközösítették, ám a pátriárka 847-es halála után engedményképpen Ignatioszt, I. Mikhaél császár kasztrált és kolostorba vonult fiát tették meg a bizánci egyház fejévé, akinek erős kapcsolatai voltak a szerzetességgel.
Nagy gondot jelentettek a 8. századi képrombolók által támogatott anatóliai paulikiánusok. A keleti határ mentén olyannyira elszaporodott ez az eretnekmozgalom, hogy a 9. században már az ikonoklaszta császárok is kénytelenek voltak szembeszállni velük. Sokan a Meliténéi Emírségbe menekültek, és arab zsoldba álltak. Theodóra különös keménységgel folytatta a tisztogatásokat. Az üldözéseknek számos áldozata volt, és nagyon sok paulikiánus menekült a Boszporuszon túlra, Trákia területére.

### Háborúk
Mutaszim kalifa 842-es halála után mód adódott az addig súlyos vereségeket okozó arabok elleni fellépésre. 843/844-ben rövid időre sikerült visszahódítani a kulcsfontosságú földközi-tengeri támaszpontot, Krétát, azonban 844-ben a mauropotamoszi ütközet ismét bizánci vereséggel végződött. A bagdadi kalifátus gyengélkedése azonban lehetővé tette a Lamosz határfolyó menti fogolycserét (845/846). A győzelmek felbátorították a konstantinápolyi vezetést, így történhetett, hogy 853-ban váratlanul bizánci flotta jelent meg Egyiptom partjainál, és lerombolta Damietta kikötőjét. (Az eset hatására intenzív hajóhadfejlesztés indult meg a Nílus deltájában.)
A balkáni szlávokkal is meggyűlt a császári adminisztráció baja. A nyugati themák minden erőfeszítésére szükség volt, hogy a peloponnésszoszi sztratégosz, Theoktisztosz Brüenniosz leverhesse a zavargókat, és adófizetésre kötelezhesse őket.

## Az önálló császár
Theodóra mindeközben teljesen elhanyagolta fia, Mikhaél oktatását és nevelését, aki így (mint mellékneve is mutatja) felnőve elzüllött, részegessé vált, és anyai nagybátyja, Bardasz befolyása alá került – legalábbis ezt a képet sugározza az utókorra a Makedón-dinasztia politikáját kiszolgáló történetírás. Bár Mikhaél nem volt különösebben jelentős uralkodó, befolyásos kortársai (Bardasz és Phótiosz) révén egyeduralma alatt is történtek nagy horderejű események.

### A puccs
A fiatal császár elégedetlen volt helyzetével, amit anyja kényszerített rá, és csak fokozta ellenállását, hogy anyja parancsára 855-ben elválasztották szeretőjétől, Eudokia Ingerinától, hogy Eudokia Dekapolitisszát adják hozzá. Mikhaél a hatalomból kirekesztett Bardaszhoz fordult, aki titokban visszatért Konstantinápolyba, majd 856-ban híveivel meggyilkoltatta Theoktisztoszt. Az ifjú uralkodó jelenlétében történt merényletet követően a szenátus elismerte Mikhaélt egyeduralkodónak. Lánytestvéreit zárdába küldték, és 858-ban a hatalmától megfosztott Theodóra is kénytelen volt apácának állni, miután fény derült szerepére egy Bardasz ellen elkövetett sikertelen merényletben.

### Bardasz kora
856-tól kezdve az állam irányításában a császár caesari rangot kapott nagybátyja játszott központi szerepet. A jeles államférfi nevéhez kötődik a Magnaura-palotában működő egyetem megalapítása, illetve a tudós, de világi Phótiosz pátriárkai kinevezése Ignatiosz helyére 858. december 25-én. A kinevezés a bizánci zélótákkal és a római pápával, I. Miklóssal egyaránt konfliktushoz vezetett, ami az ún. phótioszi egyházszakadást eredményezte. Az államigazgatással és kulturális ügyekkel foglalatoskodó Bardasz mellett Mikhaél leginkább a hadügyekkel és a dorbézolással volt elfoglalva.

### Arab háborúk
A muszlim arabok 813-ban foglalták el Palermo városát, megalapítva a Palermói Emírséget. Szicília ettől kezdve fokozatosan elveszett Bizánc számára: Mikhaél uralkodása végére mindössze Szürakuszai és Taormina maradt meg a császár felügyelete alatt, és a szaracénok átkeltek Dél-Itáliába is.
Keleten viszont sikert sikerre halmoztak Mikhaél és Bardasz hadai. A császár másik nagybátyja, Petrónasz már 856-ban bevette Szamoszata városát, majd Amida erődjét, és egészen Tephrikéig jutott. 859-ben Bardasz és III. Mikhaél közös hadjáratban ismét elfoglalta Szamoszatát, és a bizánci flotta Damietta egyiptomi kikötővárosát dúlta. Nagy gondot fordítottak az anatóliai erődrendszer felújítására (Anküra, Nikaia).
Fordulópontot jelentett a meliténéi emír, Umar 863. szeptember 3-án történt legyőzése Armeniakon és Paphlagonia thema határán. Az Amiszoszt elfoglaló emír alulmaradt Petrónasz seregeivel szemben, és maga is odaveszett. Ettől az időponttól kezdve indult meg Bizánci keleti terjeszkedése, ami a 10. században is folytatódott.

### Szláv kapcsolatok
860-ban épp keleti hadjáraton volt Mikhaél és caesarja, amikor váratlanul megjelentek a varégok Konstantinápoly falai alatt. Hadjáratuk során elpusztították a főváros környékét, de a bevehetetlen falakkal nem tudtak mit kezdeni. Mikhaél és Bardasz minél hamarabb igyekezett hazatérni, de sokan még így is Szűz Mária közbelépésének tulajdonították a menekülést.
Az ezt követő időszak a térítés kora. A balkáni szlávokat már eddig is igyekezett a bizánci állam hű ortodox kereszténnyé nevelni, de most kitágult a láthatár. Az oroszok, illetve a velük szomszédos régi szövetséges, a Kazár Birodalom, illetve a Morva Fejedelemség egyaránt missziós célpontok voltak. Az időszak kiemelkedő személyisége Szent Cirill (eredetileg Kónsztantinosz, majd felvette a Kürillosz nevet) és fivére, Szent Metód (Methodiosz), akik kialakították a glagolita ábécét, megkezdték a Biblia ószláv nyelvre történő fordítását, majd Rasztiszláv morva fejedelem országában prédikáltak. Küldetésük azonban csak a keleti és a déli szlávok körében járt eredménnyel. Haláluk után a frankok római egyháza vette át helyüket a morva területeken, tanítványaikat pedig elüldözték.

### A bolgárok megtérése
A morvákkal ellentétes utat járt be a még mindig pogány bolgárok régóta időszerű megtérésének folyamata. Ők kezdetben a frankokhoz fordultak I. Borisz bolgár kán vezetésével, amibe Konstantinápoly nem volt hajlandó belenyugodni. Miután az arabokat pacifikálták, 864-ben a bizánci hadsereg és a flotta Bulgária ellen vonult. Boriszt így sikerült meggyőzni, hogy a pápa helyett a pátriárkához forduljon. Keresztapja, a császár után a Mikhaél nevet vette fel, és a görög papok azonnal megkezdték a bolgár egyházszervezet kialakítását. Ennek etnikai szempontból is nagy jelentősége volt: a bolgár-türkök végleges elszlávosodának jele volt.
Borisz-Mikhaél leverte a vallásváltás miatt fellázadt bojárokat, és számos ellenkezőt kivégeztetett, ám nem volt elégedett Bizánccal, mivel az hallani sem akart önálló bolgár pátriárkátusról. A fejedelem ezért elfordult keresztapjától, és térítőket kért Rómából. Miklós pápa örömmel teljesítette kérését, és bár a lelkesen indult misszióknak nem volt nagy jövője, a 860-as években valóban úgy tűnt, hogy Phótiosz pátriárka elveszítette a potenciális veszélyforrást jelentő bolgárok lelki élete feletti ellenőrzést. Az eset tovább rontott az amúgy sem felhőtlen viszonyon pápa és császár közt, és 867-ben egy császári elnöklettel tartott zsinat kiközösítette a pápát.

## Az új kegyenc
Mikhaél vesztét egy makedóniai paraszt okozta. A hatalmas testi erővel megáldott Baszileiosz istállófiúból emelkedett a császár bizalmasává, amit a hajdani szerető, Eudokia Ingerina feleségül vételével is megerősített. A mind nagyobbra törő kegyenc összetűzésbe került Bardasszal, és III. Mikhaél inkább mellette döntött. Egy Kréta elleni hadjárat során, 865. április 21-én Baszileiosz személyesen szúrta le a caesart, akinek oly sokat köszönhetett a birodalom.
Baszileiosz így hazatérésükkor, 866. május 26-án társcsászár lett, azaz a lehető legmagasabb rangot szerezte meg III. Mikhaél mellett. Mivel azonban a fiatal uralkodó viszonya hamarosan megromlott kegyencével, az nem habozott cselekedni: 867. szeptember 24-re virradóra a hálószobájában meggyilkoltatta egy lakoma után részegen fekvő Mikhaélt.